# John Deere Gator

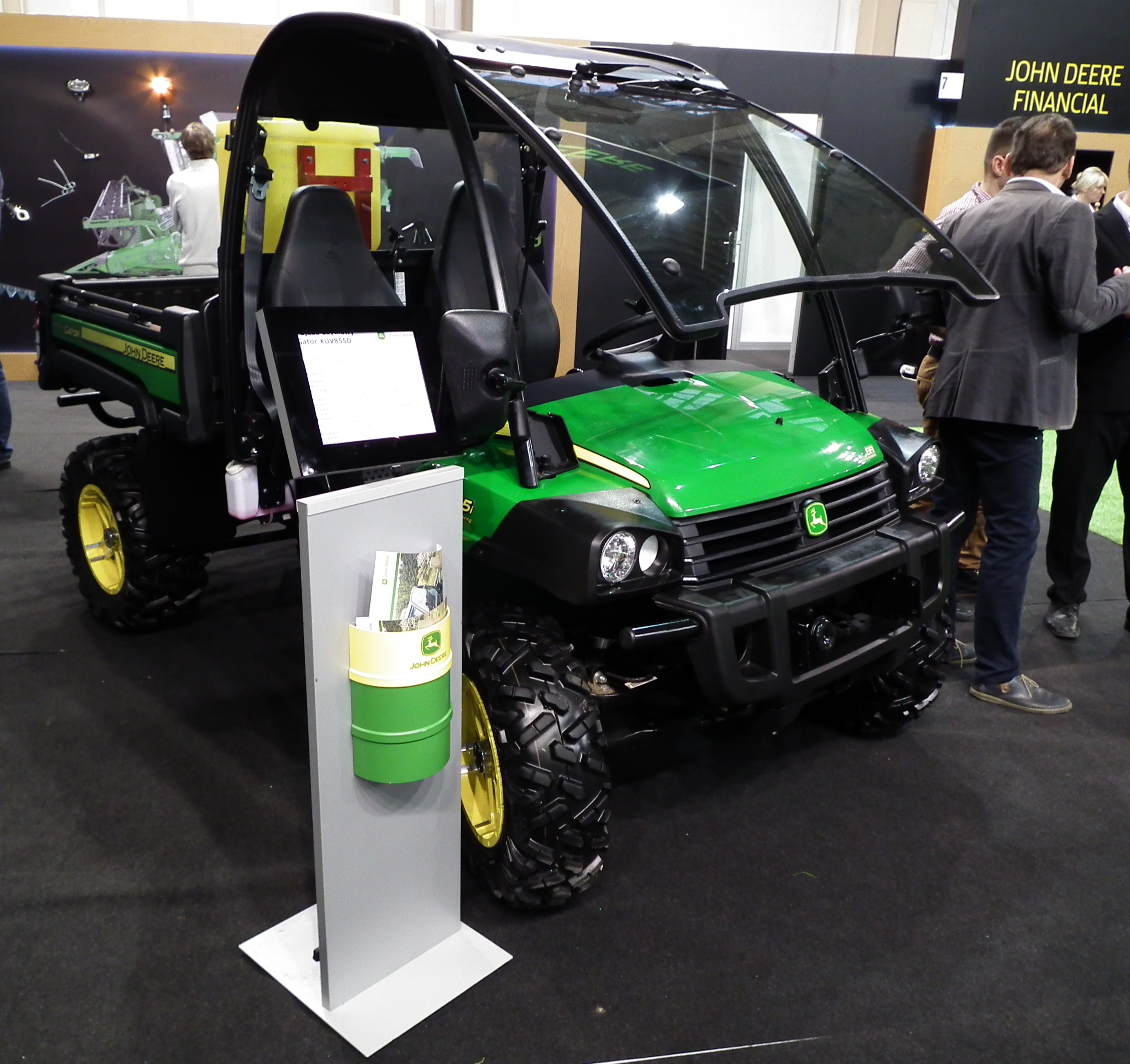
John Deere Gator na targach Polagra w Poznaniu (2016)

John Deere Gator – rodzina pojazdów użytkowych firmy John Deere wyposażonych, zależnie od typu, w silniki elektryczne (np. Gator TE), benzynowe (np. Gator XUV550) lub Diesla (np. TH lub HPX).
Pojazd, oprócz funkcji transportowych w różnorodnym terenie, ma możliwość pełnienia roli pługu śnieżnego, spycharki lub ładowarki. Może być wyposażony w wyciągarkę.
Dane techniczne (zależnie od typu):
- pojemność silnika: 570-854 cm³,
- układ chłodzenie: powietrzem lub cieczą,
- pojemność zbiornika paliwa: 18,5-20 litrów,
- prędkość maksymalna 24,1-45 km/h,
- długość całkowita: 2664-2870 mm,
- szerokość: 1435-1525 mm,
- wysokość całkowita: 1108-1867 mm,
- rozstaw osi: 1770-2006 mm,
- ciężar: 553-693 kg,
- średnica skrętu: 6,7-7,6 m[2].